# Romain Beney
Romain Beney (geboren am 3. Januar 1997) ist ein Schweizer Telemarker.

## Werdegang
Am 6. März 2015 debütierte Romain Beney in Thyon im Telemark-Weltcup mit einem 22. Rang im dort ausgetragenen Sprintwettkampf, womit er auf Anhieb Weltcuppunkte erzielen konnte. Am Ende seiner Debütsaison in dieser Serie, in der er auch noch die Wettbewerbe in Mürren absolvierte, lag er auf Platz 39 des Gesamtweltcups. Im darauffolgenden Jahr trat er regelmässig im Weltcup an und nahm an der Telemark-Juniorenweltmeisterschaft 2016 im französischen Les Contamines-Montjoie teil, bei der Platz elf im Classic sein bestes Resultat war. Am 28. Februar 2016 konnte er sich in Bad Hindelang mit dem Erreichen des Viertelfinals im Parallelsprint erstmals unter den besten acht in einem Wettkampf im Rahmen des Weltcups klassifizieren.
Auch 2016/17 gehörte Beney zum Schweizer Weltcupteam. Daneben nahm er an der Juniorenweltmeisterschaft 2017 im norwegischen Rjukan sowie an den Titelkämpfen der Senioren in La Plagne teil, der Gewinn einer Medaille blieb ihm jedoch verwehrt. Besser lief es bei der Juniorenweltmeisterschaft 2018 in Mürren, als er zunächst die Bronzemedaille im Parallelsprint gewinnen konnte und am 25. März 2018 Juniorenweltmeister im Sprint wurde. Im Weltcup belegte er nach der bis dahin besten Saison seiner Laufbahn den 13. Gesamtrang.

## Statistik

### Telemark-Weltmeisterschaft
- La Plagne 2017: 13. Sprint, Sechzehntelfinale Parallelsprint

### Telemark-Juniorenweltmeisterschaft
- Les Contamines-Montjoie 2016: 11. Classic, Sechzehntelfinale Parallelsprint, 17. Sprint
- Rjukan 2017: Viertelfinale Parallelsprint, 7. Sprint, 8. Classic
- Mürren 2018: 1. Sprint, 3. Parallelsprint, 5. Classic

### Weltcup-Platzierungen
In bislang 51 absolvierten Wettkämpfen im Telemark-Weltcup erzielte Beney keine Podiumsplatzierung (Stand: Saisonende 2017/18).
| Saison  | Gesamt | Gesamt | Classic | Classic | Classic Sprint | Classic Sprint | Parallelsprint | Parallelsprint | Riesenslalom | Riesenslalom |
| Saison  | Platz  | Punkte | Platz   | Punkte  | Platz          | Punkte         | Platz          | Punkte         | Platz        | Punkte       |
| ------- | ------ | ------ | ------- | ------- | -------------- | -------------- | -------------- | -------------- | ------------ | ------------ |
| 2014/15 | 39.    | 037    | 39.     | 007     | 35.            | 030            | –              | –              | –            | –            |
| 2015/16 | 25.    | 133    | 34.     | 011     | 33.            | 047            | 15.            | 075            | –            | –            |
| 2016/17 | 21.    | 165    | 39.     | 012     | 17.            | 088            | 18.            | 065            | –            | –            |
| 2017/18 | 13.    | 241    | 21.     | 034     | 16.            | 117            | 10.            | 090            | –            | –            |